# Fritz Diez
Fritz Diez (Meiningen, 1901. február 27. – Weimar, 1979. október 19.) német színész, színházi rendező, színházi színész és filmszínész. 1932-ben csatlakozott a német kommunista párthoz. 1935-ben a nácik elől feleségével Svájcba költözött. 1947-ben a meiningeni színházban ő játszotta Adolf Hitler szerepét, mint azután még sokszor, így A tavasz tizenhét pillanata c. 1973-as szovjet–NDK tévéfilm-sorozatban is.

## Fontosabb filmszerepei
- 1969–1971: Felszabadítás (Освобождение), filmsorozat; Adolf Hitler
- 1973: A tavasz tizenhét pillanata (Семнадцать мгновений весны), tévésorozat; Adolf Hitler